# InI (grupo de hip-hop)
INI fue un grupo de hip-hop estadounidense conformado por I Love H.I.M., Rob-O, Grap Luva y Marco Polo. Uno de los discos de INI, Center of Attention, es uno de los dos incluidos en Lost & Found: Hip Hop Underground Soul Classics, un doble LP con producciones de Pete Rock de mediados de los noventa, cancelado en su momento por Elektra Records y lanzado más tarde por Rapster Distribution en 2003. El propio Pete Rock aparecía en el tema sencillo del disco, Fakin' Jax. También aparecían, en el tema To each his own, Large Professor y Q-Tip. El álbum Center of Attention es uno de los discos no publicados más pirateados de la historia del hip-hop. A pesar de que Pete Rock no es miembro oficial del grupo, se le considera sinónimo con él, ya que produjo Center of Attention enteramente, además de que el MC del grupo Grap Luva es su hermano pequeño.
El tema más conocido de Center of Attention, "Fakin' Jax", fue grabado justo después de la separación del dúo Pete Rock & CL Smooth. Enfadado con el comportamiento de su por mucho tiempo compañero musical, Rock aireó sus discrepancias implícitamente en la estrofa inicial de "Fakin' Jax". En una entrevista con Jerry Barrow, Pete señaló, en referencia a la canción: Eso fue justo después de la separación con CL Smooth. Esa primera estrofa hablaba sobre él. No puedes llamarte familia y después morder la mano que te da de comer. Así es como surgió esa canción.